# Erebia menetriesi
Erebia menetriesi är en fjärilsart som beskrevs av Kardakoff 1928. Erebia menetriesi ingår i släktet Erebia och familjen praktfjärilar. Inga underarter finns listade i Catalogue of Life.